# James Augustus Suydam
Pour les articles homonymes, voir Suydam.
James Augustus Suydam, né le 27 mars 1819 à New York et mort le 15 septembre 1865 à North Conway, est un architecte, avocat et peintre américain ; en tant qu'artiste, il est considéré comme l'un des premiers peintres du luminisme. Il est largement connu comme peintre paysagiste américain et l'un des principaux membres de la Hudson River School.

## Biographie
James Augustus Suydam naît le 27 mars 1819 à New York. Il descend d'une ancienne famille de marchands hollandais de New York. Ses parents sont Jane (née Mesier) Suydam et John Suydam, qui est considéré comme « l'un des anciens marchands Knickerbocker » et dirige la société  Suydam & Wycoff. Parmi ses frères figurent Henry PM Suydam et David Lydig Suydam. Son frère, John Richard Suydam, est l'un des directeurs de la société Suydam and York. J. R. Suydam épouse Anne Middleton Lawrence; leur fille, Jane Mesier Suydam porte le nom de sa grand-mère paternelle. Elle est mariée à un cousin, Walter Lispenard Suydam.
James A. Suydam fréquente l'université de New York avec l'intention de faire carrière dans la médecine. À la mort de son père en 1841, James reçoit un héritage substantiel et fait un Grand Tour du Continent l'année suivante. À son retour, il commence sa carrière d'homme d'affaires mais consacre une grande partie de son énergie à la peinture, étudiant auprès du célèbre artiste et portraitiste Minor C. Kellogg . À l'âge de trente ans, il est élu à la Century Association. James Augustus Suydam est également membre de la Saint Nicholas Society of the City of New York , et membre à vie de la New York Bible Society
Faisant partie des "habitués" qui se réunissent pour peindre à North Conway, New Hampshire, il expose Conway Meadows au New York Athenaeum et au Boston Athenaeum. Il ouvre son atelier dans le célèbre 10th Street Studio Building, à New York, en 1858. L'année suivante, il est élu membre professionnel honoraire de la prestigieuse National Academy of Design, qui lui accorde la qualité de membre à part entière en 1861.
Mort le 15 septembre 1865 à  North Conway, ses funérailles ont lieu le 19 septembre.

## Peintures

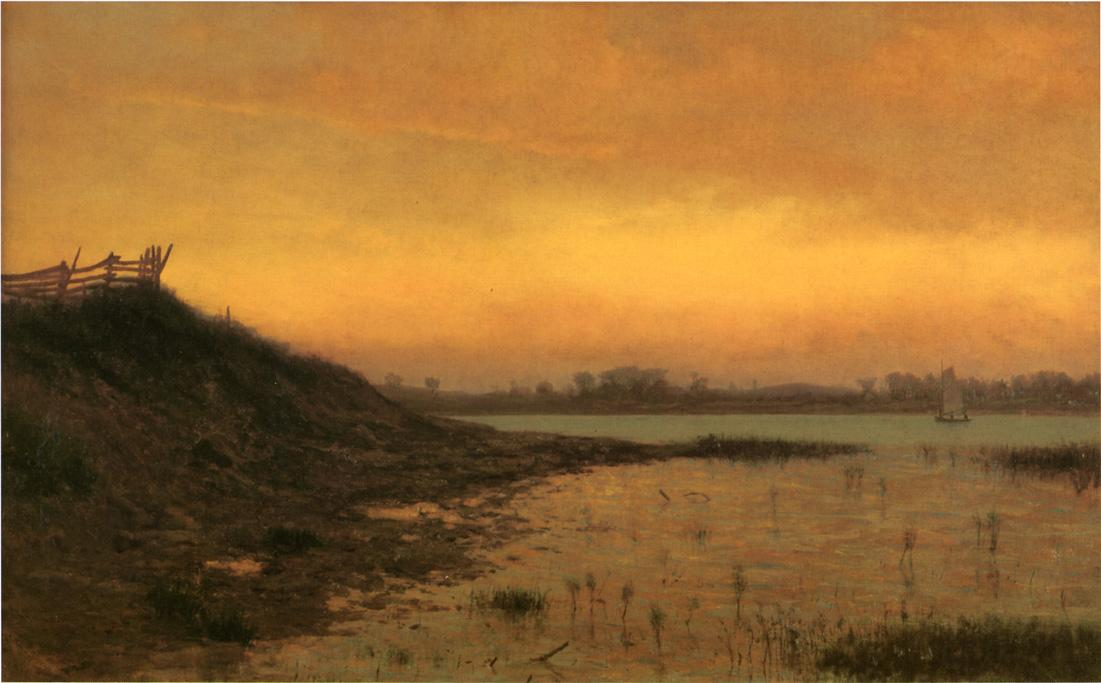
Long Island, huile sur toile, 1862.

James Suydam a été décrit par son ami, l'artiste accompli Sanford Robinson Gifford comme un « homme très instruit et accompli ». En plus de son travail d'artiste, qu'il n'a commencé qu'après avoir travaillé dans le droit et l'architecture, il était très cultivé et connaissait bien l'histoire, la philosophie et les sciences. Son œuvre de peintre paysagiste reflète l'étendue de ses connaissances et révèle un Suydam profondément spirituel. Grâce à sa connaissance de la science, Suydam réduit la nature à des formes calmes, nettes et planes, puis déforme les relations proportionnelles afin que les créations de Dieu prennent le pas sur l'œuvre de l'homme.
La National Academy possède la plupart de ses œuvres telles que Paradise Rocks (1865), et le Taft Museum de la famille Taft détient également des œuvres. Le Taft a également un site Web de podcast sur cet artiste.
Un tableau de Gifford de 1859 que James Augustus Suydam, selon un rapport, « a fait don à l'académie [nationale] en 1865 », a fait l'objet d'une controverse sur la cession à l'Académie fin 2008,.

## Postérité
La vente posthume de son domaine a révélé qu'il possédait des œuvres de « maîtres anciens tels que Rembrandt, Dürer, Ostade et Raphaël et de contemporains tels que Rosa Bonheur, Ary Scheffer et George Caleb Bingham ». Dans son testament, il a légué 50 000 $ (l'équivalent aujourd'hui de 885,109 $) à la National Academy ainsi que sa collection de 92 peintures comprenant des œuvres de Frederick E. Church, John F. Kensett, Charles Edouard Frère et Andreas Achenbach.
En 2006, une rétrospective de l'œuvre de James Augustus Suydam a eu lieu au National Academy Museum.